# Castrul roman Castranova
Castrul roman este situat pe teritoriul localității Castranova, județul Dolj, Oltenia.